# Dubova
Dubova é uma comuna romena localizada no distrito de Mehedinți, na região de Oltênia. A comuna possui uma área de 164.43 km² e sua população era de 977 habitantes segundo o censo de 2007.